# Udet (woreda)
Pour les articles homonymes, voir Udet.
Udet (ou Hudet,) est un woreda du Sud de l'Éthiopie situé dans la zone Liben puis la zone Dhawa de la région Somali. Ce district a 43 180 habitants en 2007 et porte le nom de son chef-lieu Udet ou Hudat. Le périmètre du district suit les déplacements de la limite régionale Oromia-Somali.  
Créé dans la zone Liben de la région Somali à la fin des années 2000 aux dépens du woreda Arero de la région Oromia et du woreda Moyale de la région Somali, Udet reste bordé au nord par la rivière Dawa qui le sépare du woreda Liben de la région Oromia et du woreda Filtu de la région Somali jusqu'à ce que le déplacement de la limite régionale réduise le district à sa partie orientale,.
|       | Liben | Filtu  |
| Arero | Udet  |        |
|       |       | Moyale |

D'après le recensement de 2007 réalisé par l'agence centrale de statistique d'Éthiopie ce district a une population de 43 180 habitants dont 10 % de citadins qui sont les 4 516 habitants du chef-lieu tandis que 72 % sont des éleveurs[réf. souhaitée]. Plus de 99 % de la population est musulmane.
Les habitants appartiennent au clan somali Garre[réf. souhaitée].
En 2022, la population est estimée sur ce vaste périmètre à 63 124 personnes avec une densité de population de neuf personnes par km2 et 7 018 km2 de superficie.
Entre-temps, le district se réduit  à l'est de la limite régionale, et ne fait plus que 1 259 km2 de superficie en 2021.
L'ancien chef-lieu recensé en 2007 sous le nom d'Udet semble plus connu sous le nom de Hudat,,. Il fait à nouveau partie de la région Oromia et se trouve dans le woreda Wachile récemment détaché d'Arero.